# 2003 UW291
2003 UW291 est un objet transneptunien faisant partie des cubewanos, son orbite est très mal connue puisque basée sur seulement 4 observations. 

## Caractéristiques
Le diamètre de 2003 UW291 est estimé à environ 242 km.